# Telpaneca
Telpaneca är en kommun (municipio) i Nicaragua med 21 892 invånare (2012).  Den ligger i den bergiga nordvästra delen av landet, i departementet Madriz. I kommunen ligger Cantagallo ekologiska park.

## Geografi
Telpaneca gränsar till kommunerna Ciudad Antigua i norr, El Jícaro och  San Juan de Río Coco i öster, San Sebastián de Yalí och Condega i söder, samt till Palacagüina, Totogalpa och Mozonte i väster. Kommunens största ort och centralort är Telpaneca med 2 177 invånare (2005).

## Historia
Telpaneca, även Litelpaneca, var ett av de indiansamhällen som existerade på 1500-talet vid spanjorerna erövring av landet. Gonzalo Fernández de Oviedo nämner dess existens 1528. Indianerna i Telpaneca motsatte sig spanjorerna och dödade bland andra Alonso de Solís, men 1557 fick spanjorerna övertaget och gjorde Telpaneca till en economienda. Vid folkräknineg 1685 hade Telpaneca 344 invånare, alla indianer.
År 1972 upphöjdes Telpaneca från pueblo till ciudad (stad).

## Transporter
I Telpaneca ligger den sista bron över Río Coco, och det finns sedan ingen fler bro över floden under dess drygt 400 kilometer långa lopp ner till Karibiska havet. Den gamla bron blev ofta översvämmad under regnperioden, men 2016 byggdes det en ny bro, den största i norra Nicaragua.

## Kända personer
- Ernesto Gutierrez Carrion, präst

## Bilder
|  |  |  |